# Strangalia ianswifti
Strangalia ianswifti es una especie de escarabajo longicornio del género Strangalia, categorizada en la tribu Lepturini, de la subfamilia Lepturinae. Fue descrita por Hovore & Chemsak en 2005.

## Descripción
Mide 17,5 mm de longitud.

## Distribución
Se distribuye por Honduras.